# Frank Beal
Frank Beal (Cleveland, 11 settembre 1862 – Hollywood, 20 dicembre 1934) è stato un regista, attore e sceneggiatore statunitense, attivo soprattutto all'epoca del muto.

## Biografia
Nato nell'Ohio, a Cleveland, nel 1862, Frank Beal iniziò a lavorare nel cinema nel 1910 come regista alla Selig Polyscope. Nella sua carriera, diresse oltre una cinquantina di pellicole. Firmò anche alcune sceneggiature. Nel 1922, lasciò la regia iniziando una carriera di attore (in precedenza aveva recitato solo una volta nel 1914) che durò fino al 1933, l'anno precedente alla sua morte.
Era sposato con l'attrice e sceneggiatrice Louise Lester (1867-1952)

## Filmografia

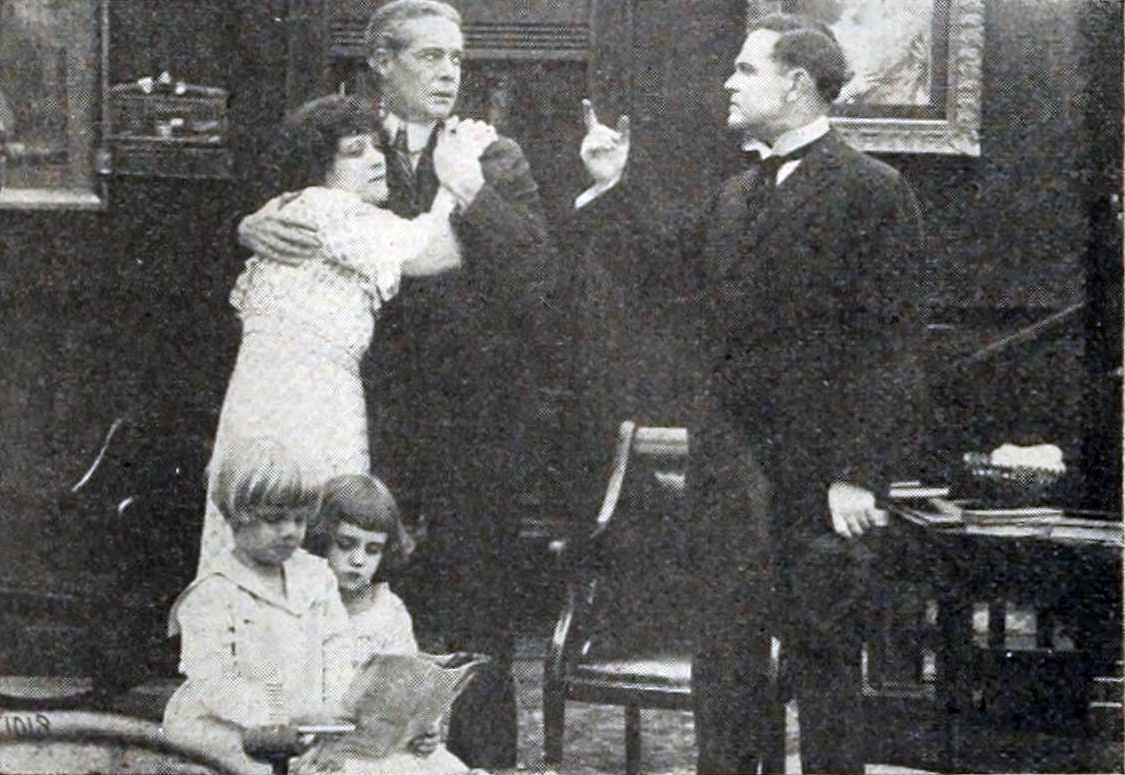
The Sacrifice (1916)

### Regista
- Under the Stars and Stripes – cortometraggio (1910)
- The Devil, the Servant, and the Man – cortometraggio (1910)
- In the Serpent's Power – cortometraggio (1910)
- The Angelus – cortometraggio (1910)
- Two Lucky Jims – cortometraggio (1910)
- The Squaw and the Man (1910)
- The Tenderfoot's Round-Up (1911)
- An Arizona Romance (1911)
- Bertie's Bandit (1911)
- The Mission in the Desert (1911)
- The Sheriff's Sweetheart (1911)
- When Memory Calls – cortometraggio (1912)
- The Brotherhood of Man – cortometraggio (1912)
- Sons of the North Woods – cortometraggio (1912)
- When the Heart Rules – cortometraggio (1912)
- The Devil, the Servant, and the Man – cortometraggio (1912)
- The Law of the North, co-regia George L. Cox (1912)
- The Stronger Mind – cortometraggio (1912)
- The Turning Point – cortometraggio (1912)
- The Girl with the Lantern – cortometraggio (1912)
- The Inside of the White Slave Traffic (1913)
- The Line-Up at Police Headquarters (1914)
- Man and the Outlaw (1915)
- The Smouldering – cortometraggio (1915)
- The Melody of Doom – cortometraggio (1915)
- Mutiny in the Jungle – cortometraggio (1915)
- The Bridge of Time – cortometraggio (1915)
- The Coquette's Awakening – cortometraggio (1915)
- I'm Glad My Boy Grew Up to Be a Soldier - mediometraggio (1915)
- The Buried Treasure of Cobre – cortometraggio (1916)
- The Dragnet – cortometraggio (1916)
- Number 13, Westbound – cortometraggio (1916)
- Her Dream of Life – cortometraggio (1916)
- The Devil, the Servant, and the Man – cortometraggio (1916)
- The Woman Who Did Not Care – cortometraggio (1916)
- The Sacrifice – cortometraggio (1916)
- The Gold Ship – cortometraggio (1916)
- Indiana (1916)
- The Far Country – cortometraggio (1916)
- Cupid's Touchdown – cortometraggio (1917)
- The Curse of Eve (1917)
- Mother, I Need You (1918)
- Her Moment (1918)
- The Danger Zone (1918)
- The Divorce Trap (1919)
- Chasing Rainbows (1919)
- The Broken Commandments (1919)
- Thieves (1919)
- Tin Pan Alley (1919)
- The Devil's Riddle (1920)
- Soul and Body (1921)
- A World of Folly (1922)

### Sceneggiatore
- The Devil, the Servant and the Man, regia di Frank Beal – cortometraggio (1912)
- The Turning Point, regia di Frank Beal – cortometraggio (1912)
- The Devil, the Servant, and the Man, regia di Frank Beal – cortometraggio (1916)

### Attore
- The Man in the Vault, regia di Guy Coombs – cortometraggio (1914)

- Arizona Express, regia di Tom Buckingham (1924)

- La frontiera del sole (The Golden Strain), regia di Victor Schertzinger (1925)

- The Mad Racer, regia di Benjamin Stoloff – cortometraggio (1926)
- A Man Four-Square, regia di Roy William Neill (1926)
- The Last Trail, regia di Lewis Seiler (1927)
- The Final Extra, regia di James P. Hogan (1927)
- l capitano degli Ussari (The Stolen Bride), regia di Alexander Korda (1927)